# Virgilina
Virgilina – miasto w Stanach Zjednoczonych, w stanie Wirginia, w hrabstwie Charlotte.